# Cubanops
Cubanops là một chi nhện trong họ Caponiidae.

## Các loài
Chi này gồm các loài:
- Cubanops alayoni Sánchez-Ruiz, Platnick & Dupérré, 2010
- Cubanops andersoni Sánchez-Ruiz, Platnick & Dupérré, 2010
- Cubanops armasi Sánchez-Ruiz, Platnick & Dupérré, 2010
- Cubanops bimini Sánchez-Ruiz, Platnick & Dupérré, 2010
- Cubanops darlingtoni (Bryant, 1948)
- Cubanops granpiedra Sánchez-Ruiz, Platnick & Dupérré, 2010
- Cubanops juragua Sánchez-Ruiz, Platnick & Dupérré, 2010
- Cubanops ludovicorum (Alayón, 1976)
- Cubanops terueli Sánchez-Ruiz, Platnick & Dupérré, 2010
- Cubanops tortuguilla Sánchez-Ruiz, Platnick & Dupérré, 2010
- Cubanops vega Sánchez-Ruiz, Platnick & Dupérré, 2010